# United States Public Health Service
Lo United States Public Health Service (PHS) è l'Ufficio per la Salute Pubblica degli Stati Uniti d'America, comprende tutte le Agency Divisions dello Health and Human Services e i Public Health Service Commissioned Corps. 
L'Assistant Secretary for Health (ASH) supervisiona il PHS e i Commissioned Corps.
Nel 1871 è stato creato l'Ufficio del Surgeon General il capo esecutivo dei Commissioned Corps.
Con il Public Health Service Act del 1944 il PSH è stato strutturato come principale divisione del U.S. Department of Health, Education and Welfare (HEW), quest'ultimo era stato istituito nel 1953 ed è divenuto lo United States Department of Health and Human Services nel 1979-1980, quando le agenzie dell'istruzione sono passate al separato U.S. Department of Education. 
Le origini del Public Health Service possono essere ricondotte al passaggio, al V Congresso degli Stati Uniti, di "Una Legge per il soccorso dei marinai malati e disabili", nel 1798.

## Agenzie
Fanno parte del Public Health Service:
- Agency for Healthcare Research and Quality (AHRQ)
- Agency for Toxic Substances and Disease Registry (ATSDR)
- Centers for Disease Control and Prevention (CDC)
- Food and Drug Administration (FDA)
- Health Resources and Services Administration (HRSA)
- Indian Health Service (IHS)
- National Institutes of Health (NIH)
- Substance Abuse and Mental Health Services Administration (SAMHSA)